# Aleksandër Meksi
Aleksandër Gabriel Meksi (ur. 8 marca 1939 w Tiranie) – albański archeolog, konserwator zabytków i polityk, profesor, deputowany, w latach 1992–1997 premier Albanii.

## Życiorys
W 1959 ukończył inżynierię budownictwa na Uniwersytecie Tirańskim. Pracował w elektrowni wodnej, następnie przez 25 lat w instytucie zajmującym się zabytkami kultury, a od 1987 w instytucie archeologicznym. Specjalizował się w restauracji i konserwacji zabytków architektury średniowiecznej. Pracował też jako nauczyciel akademicki. Uzyskiwał stopnie kandydata nauk (1982) i doktora (1988), a w 1995 otrzymał profesurę. Autor i współautor licznych artykułów naukowych i publikacji książkowych poświęconych m.in. albańskiej architekturze sakralnej oraz lokalizowaniu i restauracji zabytków.
W działalność polityczną zaangażował się w okresie przemian, w grudniu 1990 będąc jednym z założycieli Demokratycznej Partii Albanii. Do 1997 wchodził w skład prezydium tego ugrupowania, do 2001 zasiadał w jego radzie krajowej. W 1991 po raz pierwszy uzyskał mandat poselski, został wiceprzewodniczącym parlamentu. Wybierany na deputowanego do Zgromadzenia Albanii w kolejnych wyborach, pozostawał jego członkiem do 2001.
W kwietniu 1992, wkrótce po zwycięskich dla demokratów wyborach, odsunięciu komunistów od władzy i objęciu urzędu prezydenta przez Salego Berishę, został powołany na premiera Albanii. Jego gabinet był odpowiedzialny za przeprowadzenie w Albanii reform wprowadzających demokratyzację państwa i gospodarkę rynkową. Pozostał na urzędzie premiera również po wyborach w 1996. Zakończył urzędowanie w marcu 1997 w okresie kryzysu związanego z wydarzeniami tzw. albańskiej rewolucji piramidowej. Zastąpił go wówczas socjalista Bashkim Fino, który stanął na czele rządu jedności narodowej.
Powrócił później do działalności badawczej. Od 2001 publicznie krytykował liderów Demokratycznej Partii Albanii. W 2009 stanął na czele prawicowej koalicji wyborczej Poli i Lirisë, która nie uzyskała parlamentarnej reprezentacji.